# Stelgidillas gracilirostris
El bulbul picofino (Stelgidillas gracilirostris) es una especie de ave paseriforme de la familia Pycnonotidae propia de la selva tropical africana. Es la única especie del género Stelgidillas. 

## Taxonomía
El bulbul picofino descrito científicamente por el ornitólogo inglés Hugh Edwin Strickland en 1844. Originalmente se clasificó en el género Andropadus. Fue trasladado en 2010 al género Stelgidillas. Alternatively, some authorities classify the slender-billed greenbul in the genus Pycnonotus. Anteriormente también se clasificaba en el género Stelgidillas al bulbul de Toro, como Stelgidillas hypochloris, pero ahora se clasifica en el género Phyllastrephus.
Se reconocen dos subespecies de bulbul picofino:
- S. g. percivali - (Neumann, 1903): se encuentra en el centro de Kenia;
- S. g. gracilirostris - Strickland, 1844: ocupa el resto del área de distribución de la especie.

## Distribución y hábitat
Se extiende por África Occidental y Central, desde Senegal hasta el centro de Kenia y el oeste de Tanzania, por el este, y el norte de Angola por el sur. Su hábitat natural son los bosques húmedos tropicales.